# Жепче (громада)
Жепче (хорв. Općina Žepče, босн. Opština Žepče, серб. Општина Жепче) — громада у Боснії і Герцеговині, розташована в Зеніцько-Добойському кантоні Федерації Боснії і Герцеговини. Адміністративним центром є місто Жепче.
| Боснія і Герцеговина | Це незавершена стаття з географії Боснії і Герцеговини. Ви можете допомогти проєкту, виправивши або дописавши її. |